# Нікіфоровський район
Нікіфоровський район (рос. Никифоровский район) — адміністративно-територіальна одиниця (район) і муніципальне утворення (муніципальний район) на заході центральної частини Тамбовської області Росії.
Адміністративний центр — селище міського типу Дмитрієвка.

## Географія
Територія району займає 1191,4 км², в тому числі більше 90 000 гектарів зайняті під сільськогосподарськими угіддями, з них близько 65 000 га - ріллі. Територією району протікає річка Польной Вороніж.
Межує: з Сосновським, Тамбовським, Петровським, Мічурінським та Староюр'євським районами області.
На території району недалеко від села Ярославка знаходиться велике Ярославське водосховище.

## Демографія
Населення — 17 117 осіб.
Урбанізація
У міських умовах (робітниче селище Дмитрієвка) проживають  43,69 % населення району.
Зайнятість
Число працездатних громадян, які проживають на території району, становить 58 відсотків від загального числа мешканців. Із загальної кількості працюючих 62 відсотки людей трудяться в матеріальному виробництві і 38 відсотків працівників працюють у невиробничій сфері. Останнім часом спостерігається переміщення робочої сили в невиробничу сферу діяльності.

## Економіка
Економічно перспективний в промисловому і сільськогосподарському плані розвитку район через розвиненості транспортної інфраструктури. Основними напрямками економіки є сільськогосподарське виробництво і харчова промисловість. В районі розташований один з найбільших в країні цукрових заводів, що входить в холдинг ЗАТ «Російський цукор». Його потужність в даний час дозволяє переробляти близько 7 тисяч тонн цукрових буряків на добу.
Також в районному центрі — селищі Дмитрієвка — функціонують три елеватори, молочний цех. 7 липня 2009 року в районі запущений зерносклад на 240 тисяч тонн — найбільший в Росії. Планується будівництво комбінату глибокої переробки зерна, заводу з переробки олійного насіння, а в навколишніх селах — ще одного свинокомплексу і компмлексу по відгодівлі великої рогатої худоби.
У селі Сабуро-Покровське діє комбінат хлібопродуктів, оснащений сучасним обладнанням.
Ґрунти на території району — потужні чорноземи. Основні сільськогосподарські культури, вирощувані на території району - цукрові буряки, соняшник, зернові, кормові культури, розвинене садівництво та тваринництво. Аграрна галузь представлена кількома великими господарствами: ВАТ «Голіцино» рільничого і молочного напряму, ТОВ «Центральне», в якому функціонують недавно побудований свинокомплекс і запущений в липні 2012 року потужний комбікормовий цех, рільничими підприємствами ТОВ «Агротехнології», ТОВ «Агро Віста Тамбов», ТОВ «Брахросагро», а також рядом більш дрібних агровиробничих товариств та великою кількістю фермерських господарств, крім рільництва, що займаються розведенням овець і молочної худоби.
У 2012 році в районному центрі було відкрито найбільший елеватор по зберіганню та переробці зерна в Європейській частині Росії — і в цілому, в країні.